# Dowleswaram
Dowleswaram is een census town in het district Oost-Godavari van de Indiase staat Andhra Pradesh. 

## Demografie
Volgens de Indiase volkstelling van 2001 wonen er 37222 mensen in Dowleswaram, waarvan 50% mannelijk en 50% vrouwelijk is. De plaats heeft een alfabetiseringsgraad van 66%. 